# Deschampsia stricta
Deschampsia stricta é uma espécie de planta com flor pertencente à família Poaceae. 
A autoridade científica da espécie é Hack., tendo sido publicada em Catalogue Raisonné des Graminées de Portugal 18. 1880.

## Portugal
Trata-se de uma espécie presente no território português, nomeadamente em Portugal Continental.
Em termos de naturalidade é endémica da região atrás referida.

## Protecção
Não se encontra protegida por legislação portuguesa ou da Comunidade Europeia.